# Rezay
Rezay és un municipi francès, situat al departament de Cher i a la regió de Centre – Vall del Loira. L'any 2007 tenia 230 habitants.

## Demografia

### Població
El 2007 la població de fet de Rezay era de 230 persones. Hi havia 112 famílies, de les quals 40 eren unipersonals (12 homes vivint sols i 28 dones vivint soles), 44 parelles sense fills i 28 parelles amb fills.
La població ha evolucionat segons el següent gràfic:
Habitants censats

### Habitatges
El 2007 hi havia 197 habitatges, 113 eren l'habitatge principal de la família, 58 eren segones residències i 26 estaven desocupats. 189 eren cases i 4 eren apartaments. Dels 113 habitatges principals, 98 estaven ocupats pels seus propietaris, 8 estaven llogats i ocupats pels llogaters i 7 estaven cedits a títol gratuït; 3 tenien una cambra, 15 en tenien dues, 26 en tenien tres, 30 en tenien quatre i 40 en tenien cinc o més. 48 habitatges disposaven pel capbaix d'una plaça de pàrquing. A 59 habitatges hi havia un automòbil i a 42 n'hi havia dos o més.

### Piràmide de població
La piràmide de població per edats i sexe el 2009 era:
| Homes | Edats   | Dones |
| ----- | ------- | ----- |
| 0     | 95 o +  | 0     |
| 4     | 90 a 94 | 0     |
| 8     | 85 a 89 | 4     |
| 0     | 80 a 84 | 8     |
| 8     | 75 a 79 | 4     |
| 12    | 70 a 74 | 0     |
| 8     | 65 a 69 | 12    |
| 12    | 60 a 64 | 12    |
| 8     | 55 a 59 | 16    |
| 0     | 50 a 54 | 8     |
| 8     | 45 a 49 | 0     |
| 8     | 40 a 44 | 0     |
| 4     | 35 a 39 | 0     |
| 8     | 30 a 34 | 12    |
| 4     | 25 a 29 | 4     |
| 12    | 20 a 24 | 0     |
| 4     | 15 a 19 | 0     |
| 4     | 10 a 14 | 0     |
| 0     | 5 a 9   | 8     |
| 0     | 0 a 4   | 0     |

## Economia
El 2007 la població en edat de treballar era de 141 persones, 92 eren actives i 49 eren inactives. De les 92 persones actives 85 estaven ocupades (48 homes i 37 dones) i 7 estaven aturades (5 homes i 2 dones). De les 49 persones inactives 25 estaven jubilades, 10 estaven estudiant i 14 estaven classificades com a «altres inactius».

### Ingressos
El 2009 a Rezay hi havia 105 unitats fiscals que integraven 221 persones, la mediana anual d'ingressos fiscals per persona era de 15.163 €.

### Activitats econòmiques
Dels 7 establiments que hi havia el 2007, 2 eren d'empreses de comerç i reparació d'automòbils, 2 d'empreses de transport, 1 d'una empresa d'hostatgeria i restauració, 1 d'una empresa de serveis i 1 d'una empresa classificada com a «altres activitats de serveis».
L'únic servei als particulars que hi havia el 2009 era un restaurant.
L'any 2000 a Rezay hi havia 35 explotacions agrícoles que ocupaven un total de 2.024 hectàrees.

## Poblacions més properes
El següent diagrama mostra les poblacions més properes.